# Dimensão zero
Dimensão zero é o termo utilizado para descrever a natureza das partículas que são representadas por um único ponto que se encontra dentro das  dimensões conhecidas. Uma partícula de dimensão zero seria representada por apenas uma coordenada dentro de uma gráfico dimensional.
Na teoria das cordas, em oposição a física tradicional, o universo seria composto por "cordas" (filamentos ou membranas) e não por pontos (partículas), desta forma cada corda seria representada por mais de um ponto em um gráfico dimensional.